# جون ديريك (لاعب كريكت بريطاني)
جون ديريك (1538 - )  (بالإنجليزية: John Derrick)‏ هو لاعب كريكت بريطاني.